# 듀크 대학교 법학대학원
듀크 대학교 로스쿨(Duke University School of Law, Duke Law 듀크대학교 로스쿨[*])은 미국 남부 듀크대학교 내의 법학전문대학원(law school)이다. 1868년에 개교하였으며 미국의 최상위 로스쿨 중 하나이다. 3년 J.D.(법무박사), 1년 LL.M.(법학석사) 및 J.S.D.(법률과학박사) 과정을 제공한다. 남부 최고의 로스쿨로 인정받는다.
J.D. 과정은 2015-2016년 입시기간 동안 약 222명 정원에 약 5,095명의 지원을 받았다. 2016년 가을에 입학한 J.D. 신입생들의 LSAT 점수 25th/75th 퍼센타일은 167/170, 중간값은 169였으며 학부 GPA 25th/75th 퍼센타일은 3.58/3.83, 중간값은 3.76이었다. 신입생의 약 10%가 외국인이었다.
미국 로스쿨 순위에서 항상 상위 14위 안에 드는 최상위 로스쿨 중 하나에 속하며, 2015년 《U.S. 뉴스 & 월드 리포트》 미국 로스쿨 순위에서 UC 버클리 법학대학원과 공동 8위를 차지했다. 보관됨 2016-03-03 - 웨이백 머신 2011년 Forbes 지 조사에서 졸업생 중간경력 연봉 2위를 차지하기도 했다.
졸업생 대부분 졸업 직후 대형 로펌, 사법부에 취직하며, 뉴욕, 워싱턴 DC, 노스캐롤라이나, 캘리포니아주 등 미 전역에서 취업하는 것으로 알려져있다.

## 출신 인사

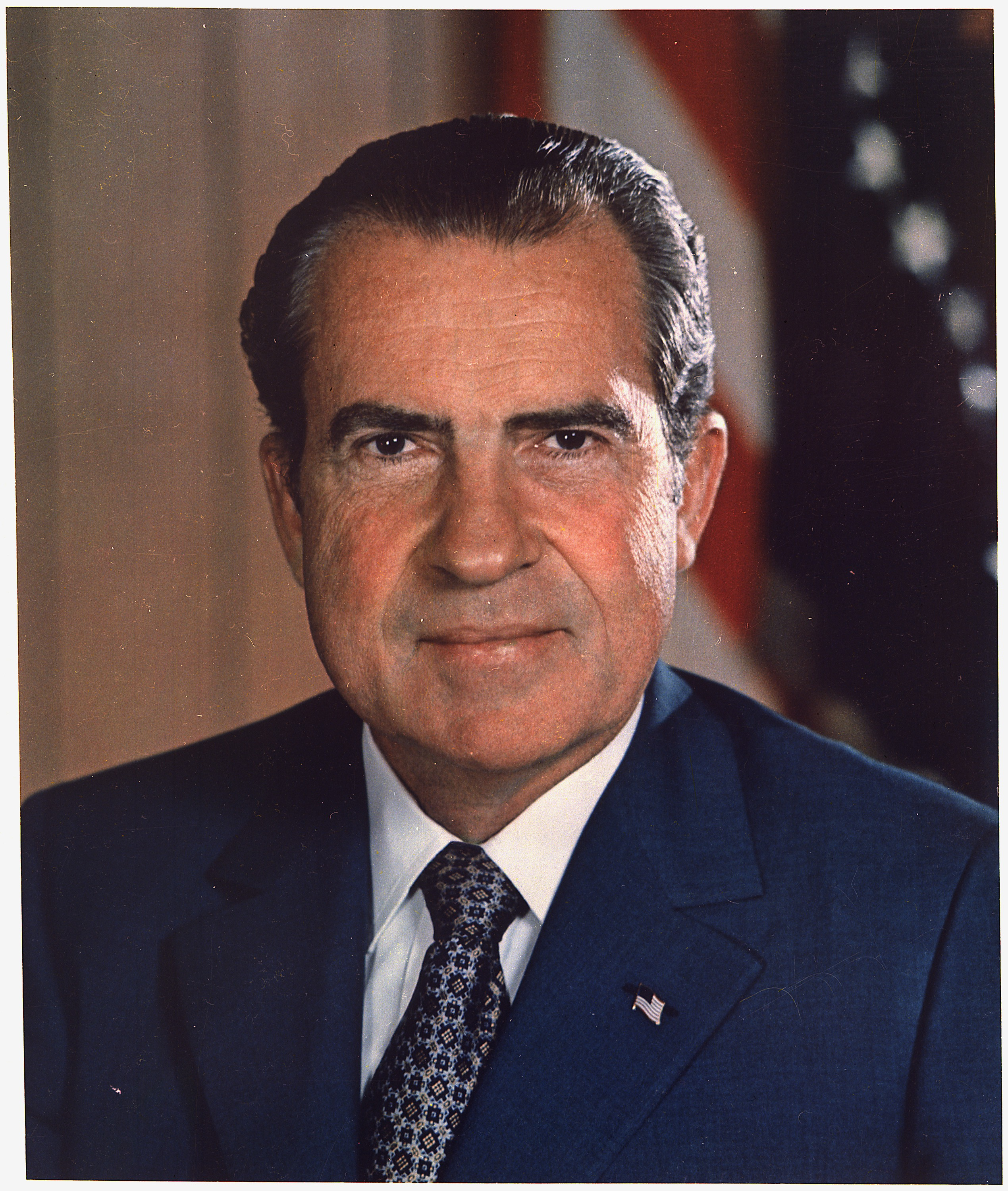
리처드 닉슨

- 리처드 닉슨 ('37) 미국 대통령 1969-1974
- 켄 스타 ('73) 미국 법무차관 1989-1993
- 찰리 로즈 ('68) PBS TV 호스트
- 존 캐닝 주니어 ('69) Milwaukee Brewers 공동 소유자, Madison Dearborn Partners (사모펀드) 설립자
- 토드 M. 휴즈 ('92) 미국 연방 순회항소법원 판사
- 해피 R. 퍼킨스 ('80) 전 GE Energy 부대표
- 윤경 ('97, LLM) 전 서울중앙지방법원 부장판사
- 윤영각 ('88) 삼정KPMG 설립자
- 전상수 국회 기획조정실장 2014-

## 주요 간행물
- Duke Law Journal
- Law and Contemporary Problems
- Alaska Law Review
- Duke Journal of Comparative & International Law
- Duke Environmental Law & Policy Forum
- Duke Journal of Gender Law & Policy
- Duke Law & Technology Review
- Duke Journal of Constitutional Law & Public Policy
- Duke Forum for Law & Social Change

## 관련 문헌
- 미국 로스쿨 유학안내 , A.P.Seoul, 백산출판사, 2000.
- 미국 로스쿨 혼자서 가기(대화로 푸는 로스쿨 진학 안내서), 문봉섭, 서원, 2003.
- http://abovethelaw.com/schools/duke-law/